# Endoreički bazen
Endoreički bazen (od grčkog ἔνδον, éndon, "unutar" i "ῥεῖν", rheîn, "teći") zatvoreni je drenažni bazen koji zadržava vodu i ne dopušta istjek u vanjske vodene mase, kao što su rijeke i oceani, te umjesto toga zadržava vodu u jezerima ili močvarama, koji mogu biti stalni ili sezonski i koji ravnotežu vode održavaju kroz isparavanje. Takvi se bazeni još nazivaju "zatvorenim" ili "terminalnim" ili "internim drenažnim sustavima".